# Strada statale 64 Porrettana

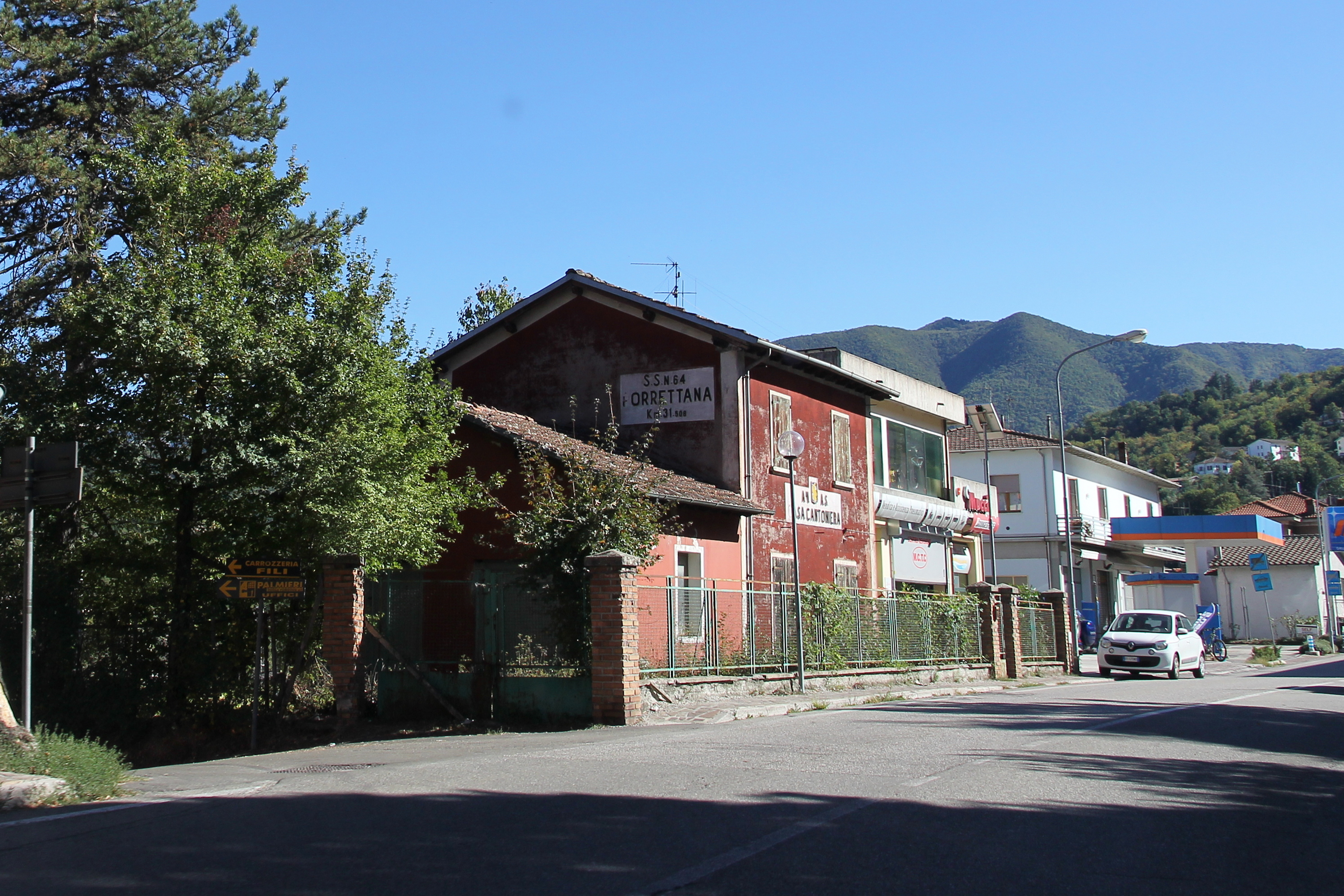
La casa cantoniera di Ponte della Venturina, sulla Porrettana.

La strada statale 64 Porrettana (SS 64) è una strada statale italiana di collegamento interregionale. Unisce Pistoia e l'alta Toscana all'Emilia-Romagna, passando per l'Appennino bolognese.

## Storia
La strada statale 64 venne istituita nel 1928 con il seguente percorso: "Pontepetri - Bagni della Porretta - Vergato - Bologna - Ferrara."
Nel 1934 il tratto iniziale venne modificato: il tronco da Pontepetri a Ponte della Venturina (in seguito SS 632) venne declassificato a strada provinciale, mentre nel percorso della SS 64 venne compresa la strada già provinciale da Ponte della Venturina a Pistoia per il passo della Collina.
Nel corso degli anni '80 e '90 del XX secolo è stato modificato il tracciato appenninico inserendo diverse varianti nei pressi di Porretta Terme, Silla di Gaggio Montano e Riola di Vergato, ai fini di snellire il traffico che in precedenza intasava i centri abitati. Entrambe le varianti di Porretta Terme e Riola di Vergato sono state realizzate dalla ditta Astaldi per conto di Anas.
Il 10/06/2014 alle ore 11.30 è stata inaugurata un'altra variante da Ca' dei Ladri fino a Marano di Gaggio Montano, con lo scopo di mettere al riparo il nuovo tracciato dai movimenti franosi che nel corso degli anni hanno interessato il vecchio percorso.
A inizio 2015 è stato messo in funzione anche l'ultimo lotto di variante tra Ca' dei Ladri e Silla di Gaggio Montano.
Le ultime due varianti nella tratta Marano - Ca' dei Ladri - Silla, sono state realizzate dalla ditta Coopsette per conto di Anas.
Successivamente è stata inaugurata anche una variante (SS 64 VAR "Nuova Porrettana") che, sfruttando in parte il tracciato dell'Autostrada A1 dismesso in conseguenza della realizzazione della Variante di Valico, consente di aggirare gli abitati di Sasso Marconi, Pontecchio Marconi e Borgonuovo, innestandosi nel vecchio tracciato superato il centro di quest'ultimo. Il 18 dicembre 2017 è stato inaugurato il casello di Sasso Marconi Nord per il collegamento diretto della Nuova Porrettana con l'Autostrada A1 in direzione Bologna; il casello, unico in Italia, è dotato di doppia barriera - una per direzione - con due porte per barriera a uso esclusivo degli abbonati a un servizio di telepedaggio.
Nel corso del 2018 è stato redatto il progetto esecutivo, con durata prevista dei lavori di 3 anni per la costruzione della SS 64 VAR dall'Asse Attrezzato alla zona industriale di Faianello, interamente in comune di Casalecchio di Reno, la quale prevede anche la costruzione di una galleria di sottoattraversamento dell'abitato. È in corso di progettazione anche il collegamento tra Borgonuovo e Faianello, che porterà al declassamento di tutto il tracciato storico tra Bologna e Sasso Marconi.

## Percorso

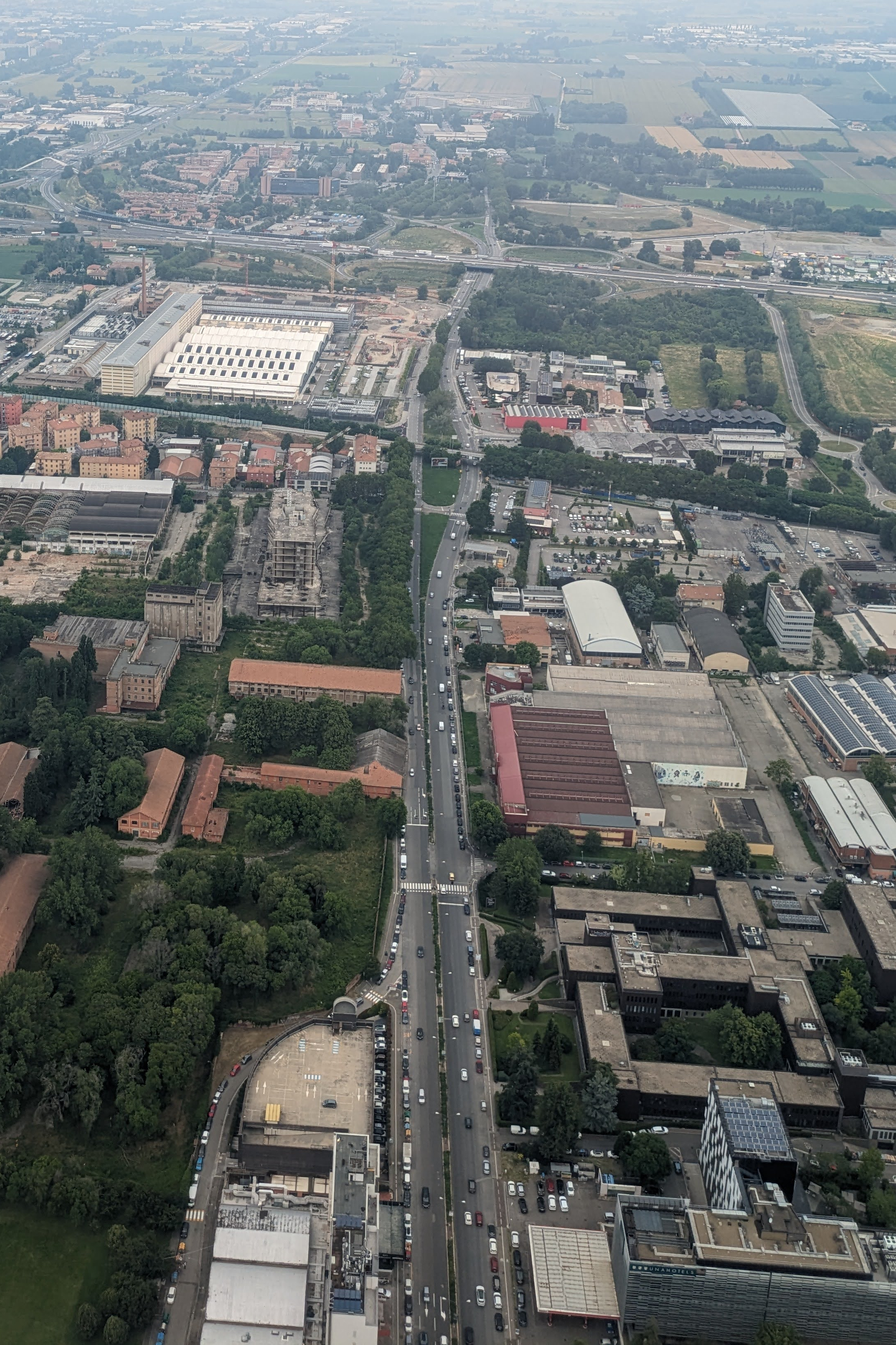
Vista aerea del tratto bolognese di via Stalingrado, in direzione Ferrara.

La strada ha inizio nei pressi del centro di Pistoia; il primo cippo chilometrico Anas si trova poco dopo la loc. Capostrada e misura 4,372 km,  progressiva chilometrica presumibilmente misurata da Piazza del Duomo. S'inerpica salendo verso nord toccando la località di Signorino (sempre nel comune di Pistoia) e il percorso antico valica il Passo della Collina, mentre quello più recente supera il valico grazie a un tunnel denominato "traforo". Successivamente attraversa le località di San Pellegrino, Bellavalle, Sambuca Pistoiese, Taviano e Pavana (Sambuca Pistoiese) ed entra in Emilia a Ponte della Venturina, dove s'innesta l'ex Strada statale 632 Traversa di Pracchia. Attraversato il confine regionale, si sviluppa lungo la valle del Reno e tocca Porretta Terme, Silla, Riola, Vergato, Pian di Venola, Marzabotto, Sasso Marconi e Casalecchio di Reno.
Oltrepassata la Croce di Casalecchio, entra a Bologna in direzione sud-ovest col nome di via don Luigi Sturzo, ritorna poi via Porrettana e diventa via Saragozza dopo aver superato l'arco del Meloncello, entrando nel centro storico in corrispondenza dell'omonima porta. Il tracciato, che subisce delle discontinuità all'interno del centro, è ripristinato lungo la via Mascarella che, arrivata alla porta, si avvia verso nord-est col nome di via Stalingrado e poi, alla Dozza, via Ferrarese. Da qui prosegue a fianco dell'autostrada A13, attraversando Osteria del Gallo, Lovoleto, Ca' de' Fabbri, Altedo, Pegola, Malalbergo, Gallo e Montalbano. Arriva quindi a Ferrara, a sud della città, col nome di via Bologna.